# Mariana Costa Checa
Mariana Costa Checa   (Lima, 20 de març de 1986) és una empresària peruana coneguda per ser la creadora de Laboratoria, una organització sense ànim de lucre que forma dones joves de baixos recursos com a programadores i expertes en desenvolupament web. Va ser premiada per l'Institut Tecnològic de Massachusetts com una de les persones més innovadores amb menys de 35 anys, a causa de la seva col·laboració en l'acostament a la tecnologia per a dones d'escassos recursos. Va ser directora independent d'Engie Energía Perú. És una de les 20 dones triades per Mattel per crear una Barbie inspirada en persones reals. El 2016, va ser triada per la BBC com una de les dones més influents de l'any.